# 多摩南北道路
多摩南北道路（たまなんぼくどうろ）は、東京都において新たに整備された、または整備中、もしくは計画中の多摩地域を縦断する複数の幹線道路の総称である。主要5路線として八王子村山線、立川東大和線、府中所沢・鎌倉街道線、府中清瀬線、調布保谷線の5路線からなる。2017年度末の整備率は76 %である。
東京都の西部、多摩地域の内の環八通りから国道16号（東京環状）の間の約25 kmの地域で、都心に向かう概ね東西方向の放射状道路に比べ整備が不十分で、慢性的に渋滞を引き起こしていた南北方向の道路交通を改善し円滑化する役割がある。交通容量確保のため計画幅員は15 m以上であり、鉄道との交差は全て立体交差にする計画である。

## 調布保谷線

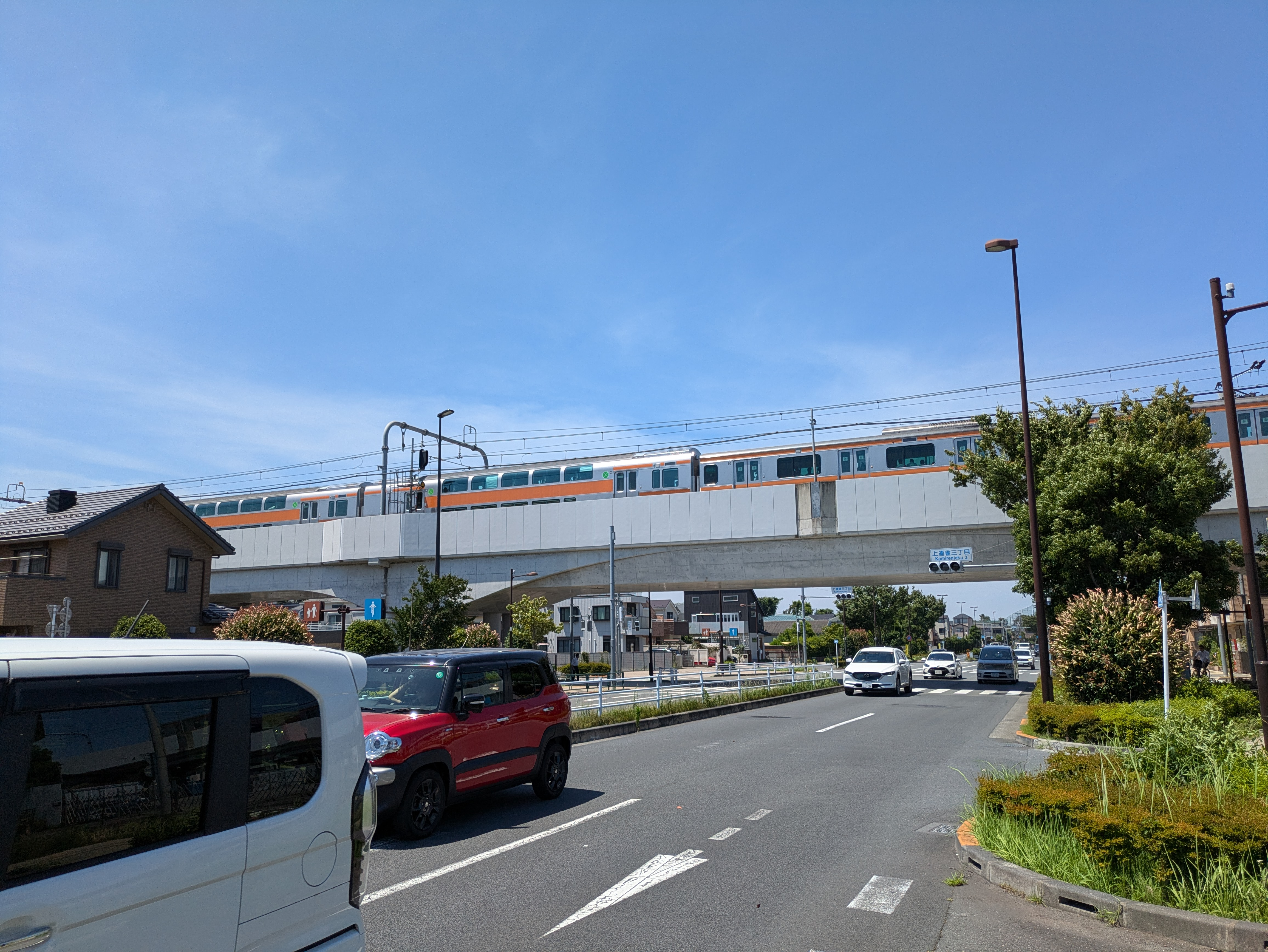
片側二車線の都道12号線と中央線の立体交差部（三鷹市上連雀、武蔵野市境南町）（2025年6月）

供用部分の路線名
東京都道19号町田調布線（鶴川街道）
東京都道12号調布田無線（武蔵境通り・新武蔵境通り）
東京都道7号杉並あきる野線の支線（新武蔵境通り）
武蔵野市道第114号線（伏見通り）
東京都道7号杉並あきる野線の支線（伏見通り）
東京都道233号東大泉田無線の支線（伏見通り）
東京都道234号前沢保谷線の支線（伏見通り）
概要
調布と保谷を結ぶ路線である。幅員は概ね25 - 36 m、計画車線数は4車線である（一部区間のみ片側1車線）。
南北方向を結ぶ既存道路として武蔵境通りが既にあったことから、この部分は現道拡幅として整備された。また、西東京市内においても既存南北道路として「伏見稲荷通り」「保谷志木線」が当路線そばに並行して存在していたものの、線形などの問題がありそれらの現道拡幅による幹線道路化を採用せず、当路線を新規整備する形に至った。さらに、現在の伏見通り北端から、前述の「保谷志木線」と国道254号が交わる地点（榎木ガード）まで、埼玉県により当路線の延伸部を整備する計画があり、2024年現在では都県境から順次事業に着手している（保谷朝霞線）。
2015年（平成27年）8月2日に全線開通した後も一部で暫定2車線区間が残っていたが、2021年（令和3年）5月17日に下保谷二丁目交差点以北が4車線化されたことにより、2023年（令和5年）5月現在は旧甲州街道 - 中央道高架下間のみが2車線区間として残されている。（計画上は完成2車線のため整備済み扱いであるが、前後区間との車線数不整合を理由として計画再検討区間に指定されている。）また、歩道は歩行者レーンと自転車レーンが分離され、広大な植樹帯も備わっている。所々には副道も設けられている。
2015年（平成27年）の全線開通により、甲州街道から埼玉県境までの所要時間が約4割短縮され、並行道路の交通量が最大約3割減少した。甲州街道から北側500 m区間 (電気通信大学西端〜サレジオ神学院付近)は片側1車線なので南行きが酷く渋滞する。当初は計画幅員20〜25 mであったが、4車線で整備するには幅員が足りない区間があることや、沿道環境保護の観点を踏まえて環境施設帯が整備されることになり、大部分の区間の計画幅員が36 mに変更された。なお、一時期はLRTの導入検討構想があった。武蔵野中央公園付近を通る、五日市街道から7号支線・千川上水の間は武蔵野市の市道である。
都市計画路線名
調布3・2・6号線、三鷹3・2・6号線、武蔵野3・3・6号線、西東京3・2・6号線
起点・終点
起点 稲城市矢野口
終点 西東京市北町3丁目

## 府中清瀬線

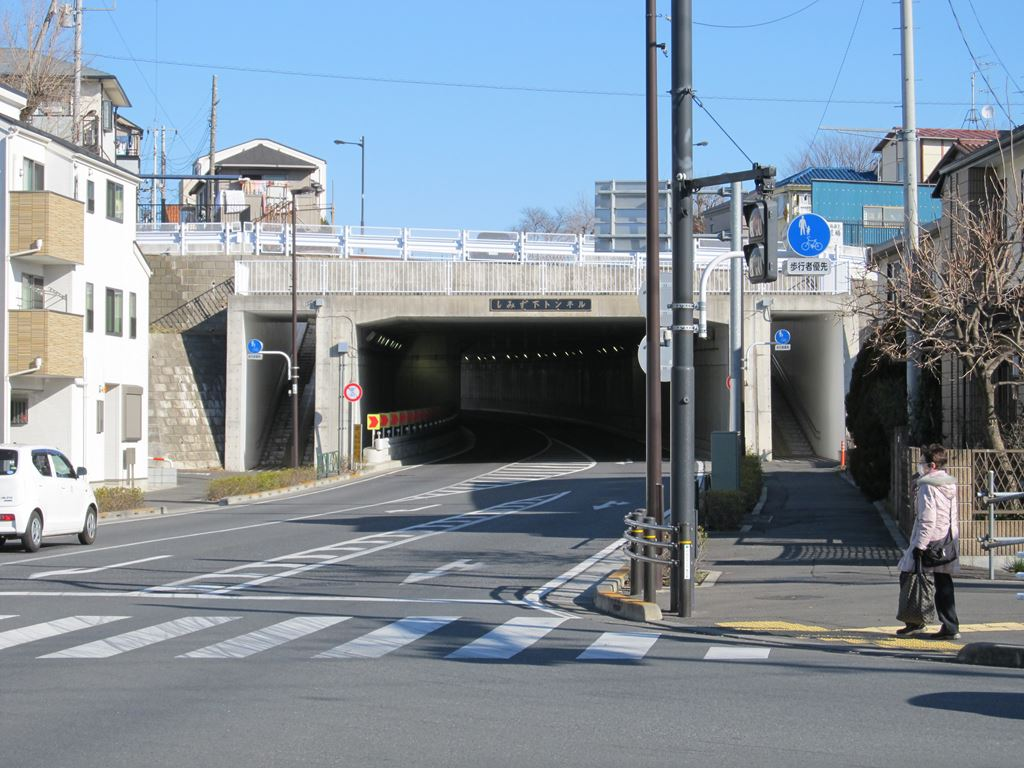
しみず下トンネル（府中市清水が丘二丁目）

供用部分の路線名
東京都道9号川崎府中線（府中街道・新小金井街道）
東京都道248号府中小平線（新小金井街道）
東京都道15号府中清瀬線の支線（新小金井街道）
東京都道40号さいたま東村山線（新小金井街道・志木街道）
概要
南多摩駅付近と清瀬駅付近を結ぶ路線であり、府中街道の一部と新小金井街道及び志木街道の一部で構成される。清瀬区間が2009年（平成21年）5月30日に開通した。そして、2010年（平成22年）3月より京王線交差部（旧甲州街道 - 白山通り）の立体交差の工事を開始し、2009年（平成21年）3月に白山通りから清水下通りの間にしみず下トンネルが完成、その後2013年（平成25年）3月23日午後3時より248号の南側が開通し、全線開通となった。車線数は2車線（是政橋を含む起点付近のみ4車線）。
都市計画路線名
府中3・4・7号線、小平3・4・7号線、東村山3・4・7号線
起点・終点
起点 稲城市大丸
終点 清瀬市下清戸5丁目

## 府中所沢線および鎌倉街道線

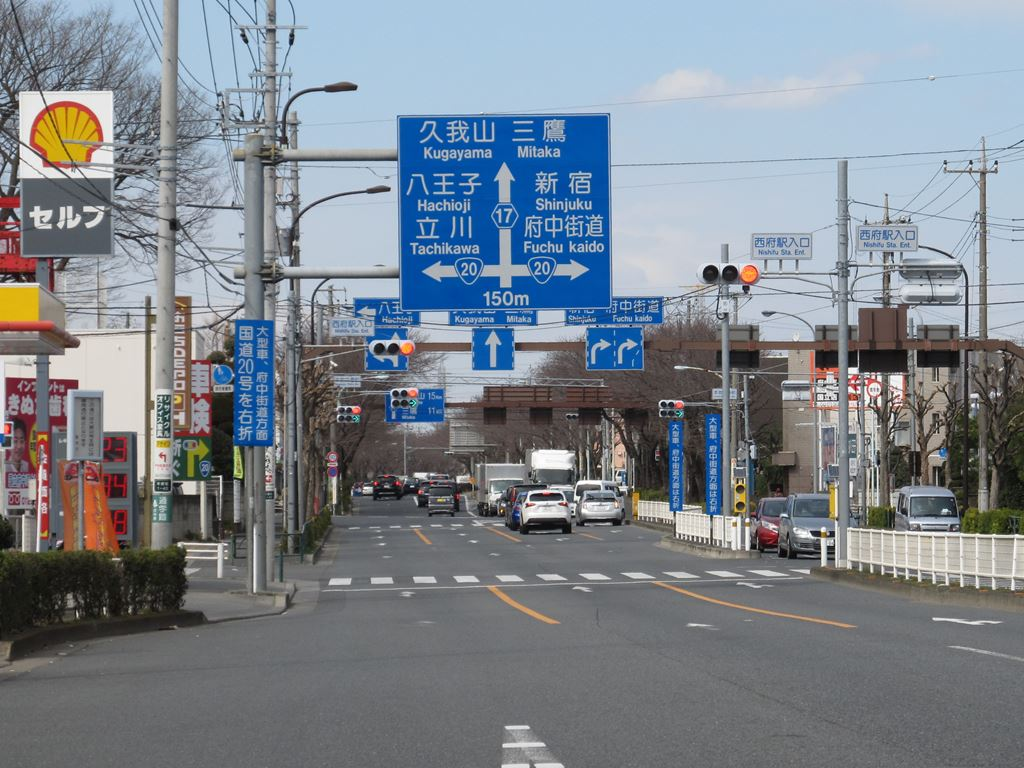
西府駅入口交差点

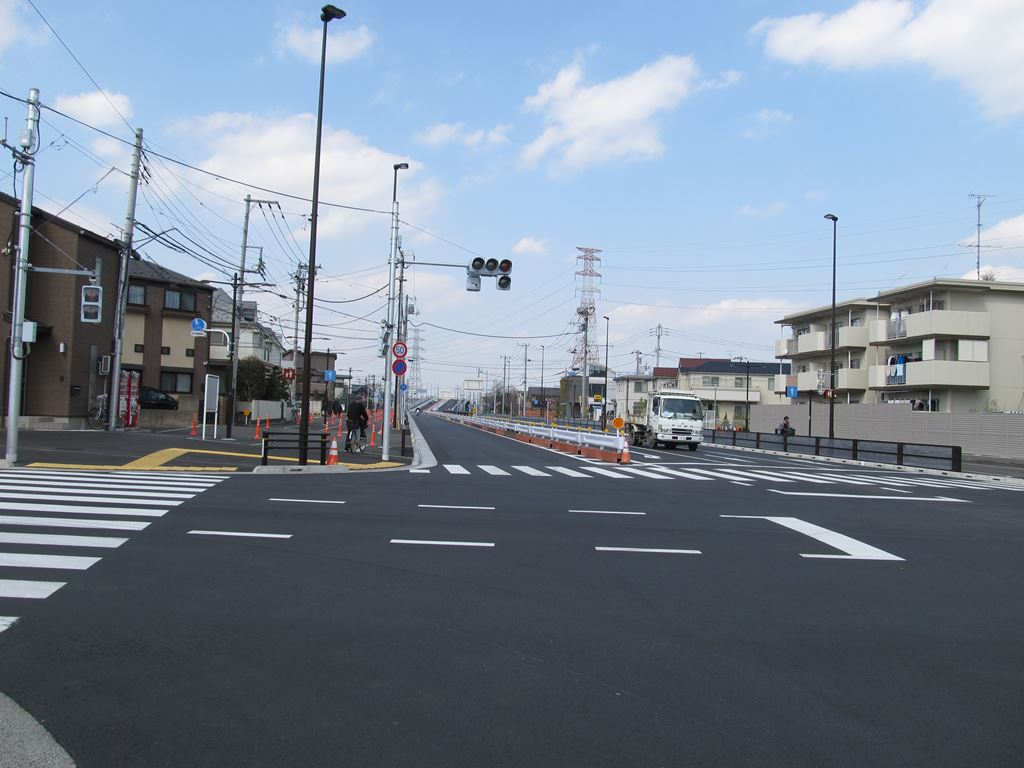
多喜窪通りとの交差点よりJR中央本線オーバーパスを望む。

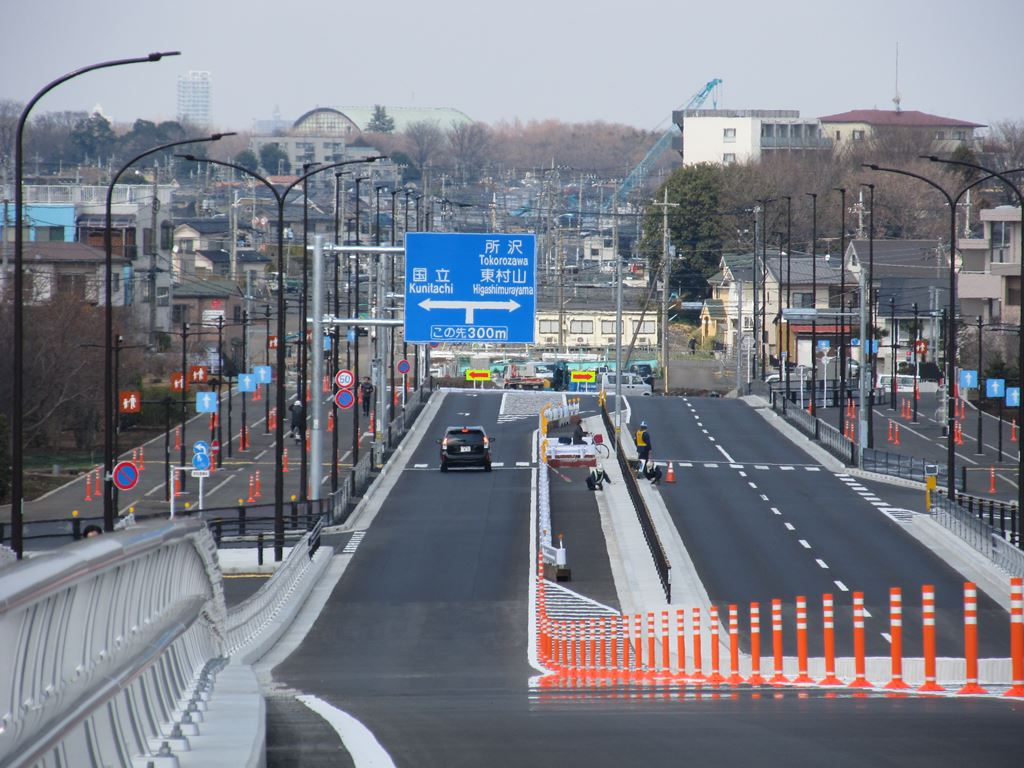
都道17号線北端T字路。先に西武国分寺線オーバーパス建設の様子が見える。北行は片側1車線、南行は2車線。（2017年3月）

供用部分の路線名
東京都道18号府中町田線（鎌倉街道・新府中街道）
東京都道17号所沢府中線支線（新府中街道）
東京都道16号立川所沢線（府中街道）
概要
町田駅付近と所沢駅付近を結ぶ路線である。計画幅員は22 m - 36 mである。
このうち、多摩川を渡る関戸橋から南側を鎌倉街道線と呼び、関戸橋から北側を府中所沢線と呼ぶ。計画車線数は概ね4車線。環八と国道16号のほぼ中間に位置する。
鎌倉街道線については、すでに大部分が4車線以上で供用されており、未開通区間もないが、町田市内の一部区間（菅原神社交差点 - 今井谷戸交差点）は拡幅工事中で暫定2車線であるほか、薬師池公園付近の拡幅工事は未着工である。
府中所沢線については、事実上の府中街道バイパスとなる計画だが、未開通部分がある。
整備中区間
国分寺市区間において約2.5 kmが事業中でそのうち1.5 kmが2025年（令和7年）2月17日までに暫定開通しており、国分寺市戸倉 - 小平市小川町一丁目の約1 kmは未開通である。小平市小川町から東村山市本町にかけては、府中街道現道を拡幅して4車線化が行われた。東村山市本町から都県境にかけては幅員22 m（2車線）のバイパスを整備する予定であり、2023年（令和5年）8月現在は用地取得中である。完成すれば、多摩境駅付近から所沢駅付近まで一直線の道路となる。東村山市区間と小平市区間は事業用地買収中の段階だが並行して2車線の府中街道現道がある。
接続先路線
府中所沢線の名の通り、所沢市内の既存道路に接続する路線であり、また所沢市内でも府中所沢線から続く拡幅計画が進行中、または完成済みである。
所沢駅付近は未着手区間も多いが、航空公園通りとして新所沢駅付近〜西新井町交差点（国道463号）まで4車線（幅員32m）で整備済みである。計画上は西新井町交差点からファルマン通り交差点を経て、所沢駅西口付近まで4車線（幅員32m）となる予定である。
2024年（令和6年）9月には、埼玉県道337号久米所沢線の所沢駅西口〜所沢駅ふれあい通り線（アンダーパス）付近が幅員32m（暫定2車線）で整備された。
都市計画路線名
町田3・3・8号線、多摩3・3・8号線、府中3・3・8号線、国分寺3・2・8号線、小平3・2・8号線、東村山3・3・8号線
起点・終点
起点 町田市森野2丁目
終点 東村山市久米川町5丁目

## 立川東大和線
供用部分の路線名
東京都道20号府中相模原線支線
東京都道43号立川東大和線（芋窪街道）
概要
青梅街道（都道5号旧道）以南〜モノレール並行部分まで、また甲州街道（都道256号）〜野猿街道は開通済だが、多摩湖方面及び芋窪街道から枝分かれしたバイパス部は未開通。都道145号以南甲州街道以北は一部区間を除き事業化されていない。車線数は4車線（玉川上水駅〜野猿街道間）。ただし、玉川上水駅以北は2車線となっている。
野猿街道交点から先は南北道路ではない別の都市計画道路「狛江国立線」として計画が続いているが、こちらは往復2車線である。
都市計画路線名
国立3・3・15号線、立川3・3・30号線
起点・終点
起点 国立市泉4丁目
終点 東大和市蔵敷2丁目

## 八王子村山線
供用部分の路線名
東京都道59号八王子武蔵村山線（多摩大橋通り）
概要
2008年（平成20年）5月31日青梅線立体交差部開通により全線開通。多摩大橋の新橋は2007年（平成19年）10月27日開通。車線数は2車線。
都市計画路線名
八王子3・4・9号線、昭島3・4・9号線、立川3・4・9号線
起点・終点
起点 八王子市大和田町2丁目
終点 武蔵村山市本町1丁目